# Ned Ludd

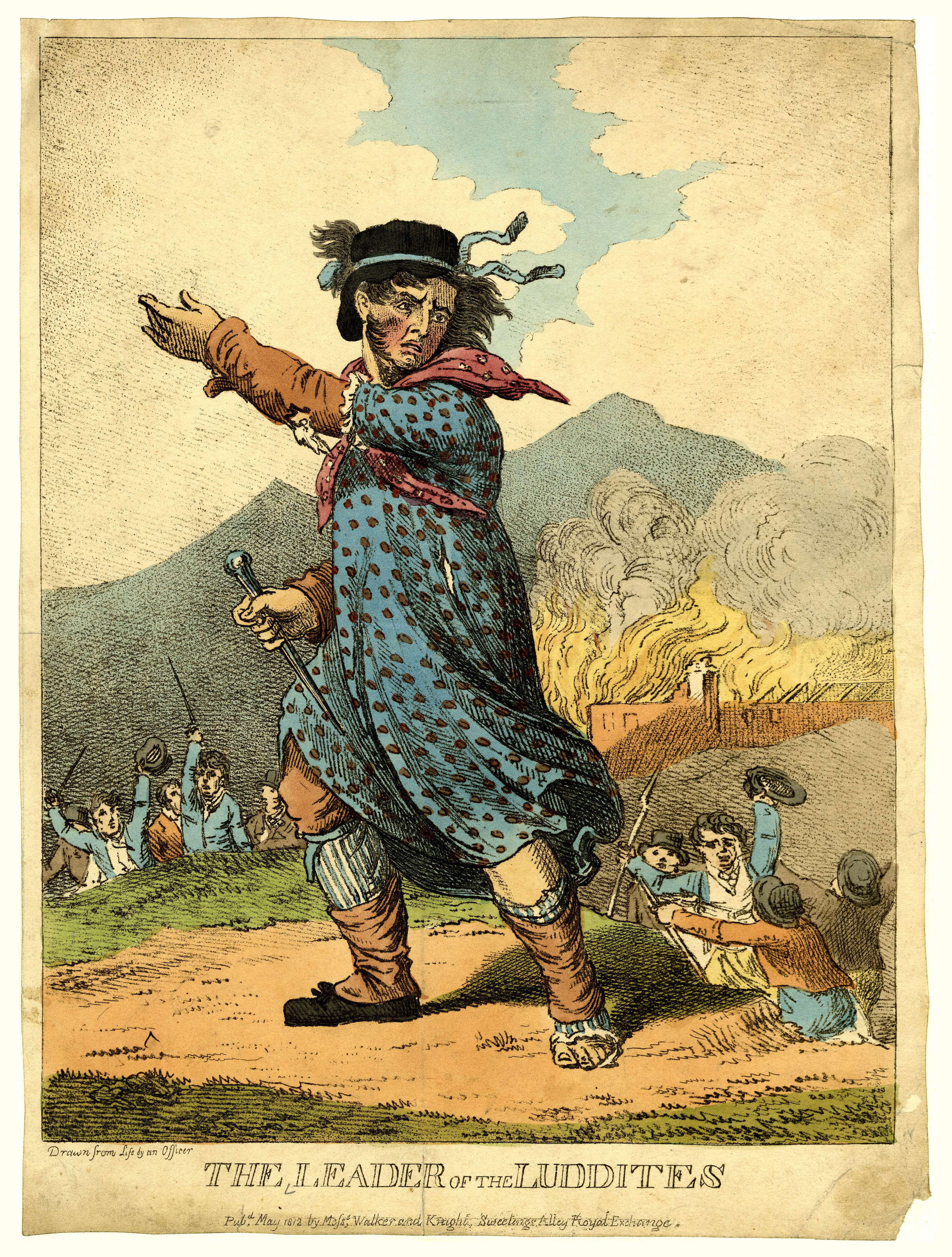
El líder dels Luddites, gravat de 1813

Ned Ludd o Ned Lud, possiblement nascut com a Edward Ludlam, és el treballador britànic del qual els luddites suposadament van prendre el seu nom. Les seves accions conformaren el personatge popular de «Capità Ludd» (també conegut com a «Rei» o «General»), que va ser el fundador llegendari del moviment luddita.
Tot i que no existeix cap prova de la seva existència real, es creu que era originari del poble d'Anstey, als afores de Leicester. S'explica que cap a 1779, va trencar per accident, altres sostenen que de manera intencionada, diverses màquines tèxtils. La seva acció constituiria la base del moviment luddita, d'oposició a la introducció de la maquinària que eliminava llocs de treball.

## Etimologia de "Ludd"
"Lud" o "Ludd", segons la llegendària Història dels reis de Gran Bretanya de Jofre de Monmouth i altres textos medievals, va ser un rei celta de les illes de Gran Bretanya a l'època preromana, que va fundar Londres i va ser enterrat a Ludgate. A les versions gal·leses de la Història de Jofre, normalment anomenades Brut y Brenhinedd, apareix com a "Lludd, fill de Beli" (en gal·lès: Lludd map Beli Mawr), establint-hi una connexió amb el Lludd Llaw Eraint mitològic.

## Mitificació del personatge
La destrucció de les màquines modernes no fou una reacció contra el progrés, ni tampoc contra la industrialització, sinó actes de resistència respecte a la nova dictadura econòmica dels propietaris industrials. No va ser la tecnologia, sinó l'ús de la producció i les mesures antiregulatòries, amb la destrucció dels gremis i la democràcia associativa, la que va motivar molts artesans enviats a la intempèrie del mercat a practicar la destrucció de les màquines. No va ser el progrés el que incomodava els luddites, sinó la subversió dels antics equilibris laborals i l'empobriment sobtat que patien les víctimes dels canvis. La violència contra les màquines havia de servir per establir negociacions sobre com es repartien els guanys que comportaven els nous sistemes industrials i una tecnologia que feia acumular la tecnologia en poques mans. En certa manera, la destrucció de les màquines esdevenia una veritable lluita de classes, tenint en compte que s'atacava una propietat privada i es discutia sobre el repartiment de la riquesa i la regulació de la producció.